# Manola Díez
Manola Díez (Monterrey, 28 de junho de 1974) é uma atriz mexicana.

## Biografia
Em Nuevo León, Manola estudou por dois anos arquitetura. Aos 19 anos, ela se mudou para a Cidade do México, para estudar interpretação no Centro de Educação Artística da Televisa ou (CEA) por três anos de 1994-1997. 
Sua primeira oportunidade aconteceu quando o diretor José Alberto Castro a convida para atuar na telenovela Pueblo Chico, Infierno Grande e, em seguida a imagem de Sabritas participa da minitelenovela Sol y Fuerte. Realiza Mi Generación e Salud, Dinero y Amor, sob a direção de Luis de Llano, depois viriam as telenovelas Preciosa, Soñadoras, Infierno en el paraíso, Tres mujeres, Locura de amor, Carita de Ángel, Clase 406 e Bajo la misma piel.
Em programas diversos, teve participação em: Derbez en Cuando, Qué nos Pasa e em inumeráveis capítulos de Mujer, Casos de la Vida Real. Manola também fez parte do elenco base de Otro Rollo, com Adal Ramones, assim como em comerciais de televisão e algumas participações especiais no teatro como: Engañame si Quieres, Se Infiel, No Mires con Quién e Cinco Mujeres Punto Com. 
Em março de 2004 ela participa da terceira edição do Reality show Big Brother VIP, e acabou sendo a décima primeira eliminada da casa, apenas sete dias antes da final. 
O grande êxito de Manola também acontece em outubro de 2004, quando ela integra o elenco da telenovela juvenil Rebelde, produzida por Pedro Damián.
Em 2005, Manola se casa com seu noivo Roberto, e mais tarde no mesmo ano, ela anuncia que está esperando seu primeiro filho, que nasceu em 2006, e se chama Abraham.
Já em 2007, ela regressa a televisão e participa na apresentação do programa Y ahora que hago? Ao lado de Adal Ramones.
Em 2008, ela anuncia que separação de seu esposo, e volta toda sua atenção para seu filho. Dois meses mais tarde, informa que o casal decidiu se reconciliar e que passam pela melhor etapa de seu casamento.

## Telenovelas
- 2011 - Esperanza del corazón - Paulina
- 2010 - Triunfo del Amor  - Maya
- 2010 - Soy tu dueña - participação especial
- 2007 - Lola...Érase una Vez - Amélia de Von Ferdinand
- 2004 - Rebelde - Pepa
- 2004 - Corazones al límite - Adriana
- 2002 - Classe 406 - Violeta
- 2000 - Carita de ángel - Carmina
- 2000 - Locura de amor - Melissa
- 1999 - Infierno en el paraíso - Azela
- 1999 - Tres mujeres - Ximena
- 1998 - Soñadoras - Victoria "Vico"
- 1998 - Preciosa - Ines
- 1997 - Mi Generación - Dóris Avellano
- 1997 - Pueblo chico, infierno grande]] - Cleotilde (jovem)

### Séries
- La Rosa de Guadalupe - Amanda
- ¿Y ahora qué hago?
- Otro rollo
- Mujer, Casos dela vida real
- Gran Canal 2
- Hoy
- VidaTv
- Big Brother Vip 3
- Big Brother México
- Que nos Pasa